# Катажина Новак
Катажина Новак (пол. Katarzyna Nowak; нар. 13 січня 1969) — колишня польська тенісистка.
Найвищу одиночну позицію світового рейтингу — 47 місце досягла 11 вересня 1995, парну — 225 місце — 14 серпня 1989 року.
Здобула 6 одиночних титулів туру ITF.
Найвищим досягненням на турнірах Великого шолома було 3 коло в одиночному розряді.

## Фінали ITF
| Легенда          |
| ---------------- |
| турніри $100,000 |
| турніри $75,000  |
| турніри $50,000  |
| турніри $25,000  |
| турніри $10,000  |

### Одиночний розряд (6–5)
| Результат | Ранг | Дата              | Турнір                   | Покриття   | Суперниця          | Рахунок       |
| --------- | ---- | ----------------- | ------------------------ | ---------- | ------------------ | ------------- |
| Перемога  | 1.   | 11 липня 1988     | ITF Сецце, Італія        | Ґрунт      | Катя Пікколіні     | 6–4, 2–6, 6–4 |
| Поразка   | 2.   | 30 жовтня 1988    | ITF Баден, Швейцарія     | Тверде (i) | Елена Пампулова    | 1–6, 1–6      |
| Перемога  | 3.   | 23 квітня 1990    | ITF Казерта, Італія      | Ґрунт      | Олена Брюховець    | 1–6, 6–2, 6–3 |
| Поразка   | 4.   | 5 листопада 1990  | ITF Істборн, Англія      | Тверде (i) | Сандрін Тестю      | 6–2, 3–6, 4–6 |
| Поразка   | 5.   | 12 серпня 1991    | ITF Пістіччі, Італія     | Тверде     | Наталі Бодон       | 0–6, 1–6      |
| Перемога  | 6.   | 12 грудня 1994    | ITF Сержі, Франція       | Тверде (i) | Ізабель Демонжо    | 6–3, 6–3      |
| Поразка   | 7.   | 14 вересня 1997   | ITF Київ, Україна        | Ґрунт      | Анна Фелденьї      | 2–6, 0–3 ret. |
| Перемога  | 8.   | 26 жовтня 1997    | ITF Жуе-ле-Тур, Франція  | Тверде (i) | Каталін Мішкольці  | 6–1, 6–2      |
| Поразка   | 9.   | 16 листопада 1997 | ITF Гавр, Франція        | Ґрунт (i)  | Мелані Шнелль      | 2–6, 5–7      |
| Перемога  | 10.  | 17 травня 1998    | ITF Ле-Туке, Франція     | Ґрунт      | Майке Каутстал     | 7–6, 6–2      |
| Перемога  | 11.  | 18 жовтня 1998    | ITF Сен-Рафаель, Франція | Тверде (i) | Магдалена Кучерова | 6–1, 7–6      |

### Парний розряд (0–3)
| Результат | Дата           | Турнір                      | Покриття   | Партнерка         | Суперниці                   | Рахунок  |
| --------- | -------------- | --------------------------- | ---------- | ----------------- | --------------------------- | -------- |
| Поразка   | 18 липня 1988  | ITF Кава-де-Тіррені, Італія | Ґрунт      | Крістіане Гофманн | Віраг Чурго Река Сіксаї     | 1–6, 1–6 |
| Поразка   | 24 жовтня 1988 | Linz Open, Австрія          | Тверде (i) | Крістіна Казіні   | Маріон Маруска Петра Шварц  | 3–6, 4–6 |
| Поразка   | 30 жовтня 1988 | ITF Баден, Швейцарія        | Тверде (i) | Петра Торен       | Кейт Макдоналд Ренне Стаббс | 2–6, 0–6 |